# Folhas de madeira
Na área madeireira, folhas de madeira definem-se como folhas finas de madeira, normalmente mais finas que 3mm largura, são tipicamente coladas em placas (aglomerados, mdf) para posterior produção de painéis planos, tal como portas.
A produção de folhas de madeira é uma das mais antigas artes, os egipcios que usavam folhas de madeira no seu mobiliário e sarcófagos.